# Nesogenes decumbens
Nesogenes decumbens là loài thực vật có hoa thuộc họ Cỏ chổi. Loài này được Balf.f. mô tả khoa học đầu tiên năm 1877.